# Augusto Wiese Eslava
Augusto Nicolás Wiese Eslava (Trujillo, 6 de diciembre de 1886 - Lima, 12 de mayo de 1967), fue un banquero, empresario y filántropo peruano.

## Biografía
Su padre fue Wilhelme Wiese Riecke, natural de Hamburgo, Alemania y su madre fue Sofía Eslava Salmón. Se casó en Lima el 16 de diciembre de 1923 con Virginia de Osma Porras, hija de Felipe de Osma y Pardo y de Clotilde Porras Osores, hermana del canciller Melitón F. Porras Osores y tía del académico Raúl Porras Barrenechea. Tuvieron cinco hijos entre los que destacan Augusto Wiese de Osma y Guillermo Wiese de Osma.
Su antepasado Andrés de Eslava Torres fue hijo de José Eslava Sánchez, nacido hacia 1761 en el pueblo de Macharaviaya, provincia de Málaga, España, que llegó en 1780, con 19 años de edad al Perú, dentro de comitiva de José de la Portilla Gálvez, nombrado asesor del virrey del Perú. Fue uno de los varios jóvenes que el ministro de Indias José de Gálvez y Gallardo, natural de aquella localidad, envió para América.
Tras la temprana muerte de su padre en 1895, Augusto N. Wiese y sus cuatro hermanos pasaron sus primeros años en la ciudad de Trujillo, estudiando en el Colegio del Seminario, para después pasar al “Convictorio Peruano”, centro de estudios fundado por un notable educador nacional, el Dr. Pedro Manuel Rodríguez, en donde obtuvo su diploma en “Instrucción Comercial”.

## Vida profesional
A fines del año 1902, Augusto N. Wiese con tan solo 16 años, ingresó a trabajar en la firma “Emilio F. Wagner”, empresa de importación de maquinaria de todo tipo para la industria agrícola, fundada por Wagner en el año 1880, en plena Guerra del Pacífico.
Junto con su hermano Fernando, fundó en 1943 el Banco Wiese Ltdo., perteneciente al Grupo Wiese. Abarcó casi todas las actividades económicas de su tiempo: el comercio, inversiones inmobiliarias, minería, la banca y la agricultura, posteriormente la telefonía y la pesquería. Fue el primero en crear un sistema de participación de utilidades en el Perú y el bono por cumplimiento de metas, el cual llegaba, en algunos casos, a duplicar el sueldo anual del trabajador.
Previendo el futuro y la continuidad de las instituciones que forjó, en plena actividad y dominio de sus facultades, cedió la presidencia ejecutiva del directorio de las unidades de negocios más significativas a sus hijos varones: Augusto Felipe y a Guillermo, sin embargo mantuvo su presencia, inspiración y guía para sus hijos, quienes nunca dejaron de consultarle los asuntos relevantes.
Instituyó en vida la Fundación Augusto N. Wiese, dotándola de capital y otros bienes. Fue también presidente de la Cámara de Comercio de Lima y presidente del Club Nacional (1933 - 1934).

## Descendencia
Entre sus hijos se encuentran los empresarios Augusto Wiese de Osma y Guillermo Wiese de Osma. Asimismo, entre sus nietos también se encuentra la artista plástica Verónica Wiese Miró Quesada, el empresario Luis Augusto Ducassi Wiese y Susana de la Puente Wiese, economista y ex embajadora del Perú en el Reino Unido, y bisnietos el actor Andrés Wiese Ríos.